# John Thöle
John-Dieter Thöle (* 13. März 1988) ist ein deutscher Fußballspieler, der bis Sommer 2019 beim BSC Hastedt unter Vertrag stand.

## Karriere
Thöle wechselte 2007 von seinem Jugendverein OSC Bremerhaven zu der SG Aumund-Vegesack aus Bremen. In der Saison 2008/09 spielte er für den niedersächsischen Klub SV Brake, bevor er sich 2009 dem U-21-Team von Werder Bremen anschloss. Für Werder Bremens dritte Mannschaft erzielte Thöle in der Saison 2009/10 in 27 Partien der fünftklassigen Bremen-Liga 17 Tore. Im Sommer 2010 absolvierte er die Vorbereitung mit dem U-23-Team von Werder und trainierte zur Probe beim niederländischen Zweitligisten Telstar mit.
Thöle blieb jedoch in Bremen und debütierte am 31. Juli 2010 (2. Spieltag) im Spiel gegen Rot Weiss Ahlen für Bremens zweite Mannschaft in der 3. Liga. In seinem zweiten Spiel gegen den FC Rot-Weiß Erfurt schoss er bei der 1:2-Niederlage am 7. August 2010 sein erstes Tor im Profifußball. Im Laufe der Hinrunde der Saison 2010/11 wurde er insgesamt sechs Mal eingesetzt. In der Rückrunde spielte er weitere zehn Partien in der Bremen-Liga, in denen er zwölf Treffer erzielen konnte.
Zur Saison 2011/12 wechselte er zum Regionalligisten SC Wiedenbrück 2000. Dort konnte er sich nicht durchsetzen und verließ den Verein nach einer Saison wieder. Nachdem Thöle aufgrund einer Verletzung ein Jahr vereinslos war, wurde er zur Saison 2013/14 vom VfB Oldenburg unter Vertrag genommen. Anschließend lief er für Werder Bremens dritte Mannschaft auf, ehe er zur Saison 2016/17 zum Landesligisten BSC Hastedt wechselte, mit dem er in die Bremen-Liga aufstieg.